# Depressão de consanguinidade

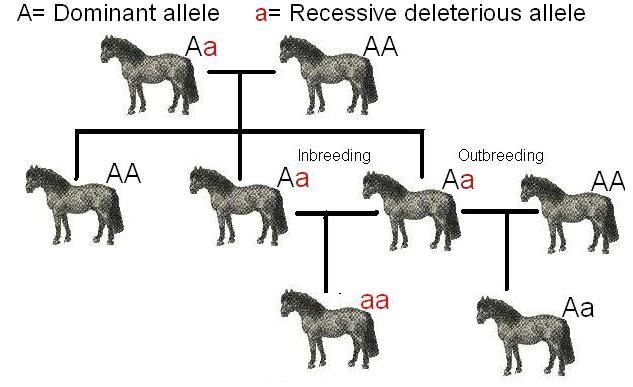
Exemplo de depressão de consanguinidade. Um variante recessivo torna-se mais frequente por cruzamento de indivíduos aparentados.

A endogamia é dado pelo cruzamento de organismos com algum grau de parentesco. A endogamia nunca será igual a zero, pois como sabemos de acordo com a teoria da coalescência, todos os indivíduos (principalmente de uma mesma espécie) estão ligados a um ancestral comum, ou seja, compartilham alelos semelhantes.
Depressão por endogamia é quando uma determinada população sofre algum tipo de redução (impacto em seu fitness biológico) pois há um aumento na chance de alelos recessivos deletérios se propagarem, conforme a imagem ao lado. Outro fator que pode acontecer é a sobredominância de alelos heterozigóticos, levando uma redução no fitness de alelos homozigóticos vindos dessa população gerada por endocruzamento, mesmo não sendo deletérios, podem prejudicar a população. Esse quadro pode ser qualificado pela diminuição de indivíduos sobreviventes ao parto, e às condições de vida no meio, que levam em conta competição intra e interespecífica, resistência imunológica e vários outros fatores.
Depressão por consaguinidade está presente na maioria dos organismos, porém possuem menor impacto em populações com maior variabilidade genética e maior impacto em populações de organismos hermafroditas (plantas, por exemplo).
A seleção natural muitas vezes foi responsável pela remoção de alelos deletérios em populações, mas nem sempre foi eficaz devido ao surgimento de novas mutações a todo o tempo, além disso, há uma maior dificuldade da seleção natural agir nesse sentido em populações que endocruzam a todo o tempo.
Em humanos, a endogamia não é tão frequente quanto em animais por, principalmente, questões éticas. Porém, dependendo de algumas culturas e se analisarmos o que se passava há alguns anos, por exemplo, a endogamia acontecia com frequência, ajudando a propagar várias doenças genéticas na população humana. (exemplo: casos de hemofilia na família real).
Um dos principais fatores para ocorrer a endogamia é o “efeito de gargalo”, onde uma população sofre uma brusca redução ou é impedida de se reproduzir, sendo assim, a única saída para reprodução é o endocruzamento, gerando a depressão da cosanguinidade, se a população for pequena e não tiver uma grande variedade genética.